# Misery nechce zemřít
Misery nechce zemřít je americký psychologický thriller režiséra Roba Reinera, filmová adaptace románu Stephena Kinga Misery. V hlavních rolích se objevili James Caan jako spisovatel Paul Sheldon a Kathy Batesová jako psychopatka Annie Wilkesová.
Film měl premiéru 30. listopadu 1990 v USA a má 103 minut. Kathy Batesová za svůj výkon v tomto filmu obdržela Oscara. Film je tak jedinou filmovou adaptací knih Stephena Kinga, který tuto cenu obdržel. Na ČSFD má k 21. 4. 2021 hodnocení 83%

## Obsazení
- James Caan jako Paul Sheldon
- Kathy Batesová jako Annie Wilkesová
- Richard Farnsworth jako šerif
- Frances Sternhagen jako šerifova žena

## Stručný děj
Hlavní postavou filmu je populární spisovatel Paul Sheldon, který píše romány o dívce z viktoriánské Anglie Misery. Jednou, po dopsání nové knihy, kterou tvořil v horském hotelu v Coloradu, má ve sněhové vánici autonehodu. Probudí se těžce zraněný v domě Annie Wilkesové, bývalé zdravotní sestry, která se o něj zpočátku dobře stará. Co ale Paul netuší, je že Annie je neusvědčená sériová vražedkyně, trpící závažnou psychickou poruchou. Začíná boj o život. Později Paula různými způsoby trýzní, např. mu palicí zpřeláme obě nohy. Nakonec se Paulovi po několika měsících věznění a mučení podaří Annie zabít a vysvobodit se. Nikdy se však z traumatického zážitku úplně nevzpamatuje, trpí PTSD a Annie pořád vidí, jak se ho snaží zabít.